# 四因說
四因說由古希臘哲學家亞里士多德提出，將世界上事物的變化與運動的背後原因歸納為四大類。四因包括：
1. 质料因：即构成事物的材料、元素或基质，例如砖瓦就是房子的质料因；
2. 形式因：即决定事物“是什么”的本质属性，或者说决定一物“是如此”的样式，例如建筑师心中的房子式样，就是房子的形式因；
3. 动力因：即事物的構成動力，例如，建筑师就是建成房子的动力因；
4. 目的因：即事物所追求的目的，例如“为了安置人和财产”就是房子的目的因。

亞里士多德认为，凡感性实体，包括自然物和人造物，都具备这四种原因。

## 來源
在亞里士多德的著作形而上学中，一開始就闡明了這本書的要旨，在於探討個人經驗之上的事物原理與原因，並表示這些知識才是智慧，因為這些知識比感官經驗更難獲得，它們可以解釋宇宙萬物，而不只是單一個體。緊接著（第一冊，第三章（页面存档备份，存于）），他說明了原因的四種涵義，並依此解釋或批評了先哲學說中所論述的原因，提到的先哲包括蘇格拉底、阿那克西美尼、錫諾普的第歐根尼、希帕索斯、赫拉克利特、恩培多克勒、阿那克薩哥拉、巴門尼德、克拉佐门尼的赫尔摩底谟、畢達哥拉斯學派、麥里梭、色諾芬尼、以及他的老師柏拉圖，在這裡（第一冊，第六章（页面存档备份，存于）），他依據自己的四因說批評了柏拉圖的理型論，正式宣告與老師的學說分道揚鑣。
在第八冊，第四章（页面存档备份，存于）中，亞里士多德提出闡述事物原因的方法：既然原因有各種不同涵義，就把所有可能的原因都予以說明，亦即质料因、形式因、动力因、目的因。
在《物理學》的第二冊，第三章（页面存档备份，存于）中，亞里士多德應用了四因說來建立起物理學的論述方法。最後他強調說：
 τὰ μὲν οὖν αἴτια σχεδὸν τοσαυταχῶς λέγεται.
This then perhaps exhausts the number of ways in which the term 'cause' is used.
這些確定是 αἴτια 的幾乎各種說法。

## 「原因」、「理由」、與「解釋」
在亞里士多德的著作中，「原因」這個詞的原文是古希臘文αἴτιον（希臘文：aition），另一個使用到的近似詞是 αἰτία（aitia），則有「原因」與「理由」這兩個意思。這兩個詞交互出現，當指稱事物的原因時，他使用 αἴτιον，當指稱原因的解釋時，他使用 αἰτία，例如：
ὅταν δή τις ζητῇ τὸ αἴτιον, ἐπεὶ πλεοναχῶς τὰ αἴτια λέγεται, πάσας δεῖ λέγειν τὰς ἐνδεχομένας αἰτίας. οἷον ἀνθρώπου τίς αἰτία ὡς ὕλη; ἆρα τὰ καταμήνια; τί δ᾽ ὡς κινοῦν; ἆρα τὸ σπέρμα; τί δ᾽ ὡς τὸ εἶδος; τὸ τί ἦν εἶναι. τί δ᾽ ὡς οὗ ἕνεκα; τὸ τέλος. 
So whenever we inquire what the cause is, since there are causes in several senses, we must state all the possible causes. E.g., what is the material cause of a man? The menses. What is the moving cause? The semen. What is the formal cause? The essence. What is the final cause? The end.
當我們詢問 αἴτιον 是什麼的時候，既然 αἴτια 有好幾種說法，我們就必須陳述所有可能的 αἴτια，例如，什麼是人的 αἰτία ὡς ὕλη（質料因）？經血。(αἰτία) ὡς κινοῦν（動力因）？性欲。(αἰτία) ὡς τὸ εἶδος（形式因）？精靈。(αἰτία) ὡς οὗ ἕνεκα（目的因）？死亡。
一般認為 αἴτιον 與 αἰτία 是同義詞，所以都翻譯為「原因」。但是有些學者認為，將 αἰτία（aitia）也翻譯為「原因」是（不怎麼嚴重的）誤導，翻譯為「解釋」較為恰當。亦即，亞里士多德是在探討事物原因的各種合理的解釋方法，而合理的解釋是人類的理智所能達成與理解的，這個原則被經院哲學時期的湯瑪斯·阿奎那所繼承。

## 後續發展
中世紀歐洲經院哲學時期的湯瑪斯·阿奎那承繼了亞里士多德的知識論，並對四因說做了進一步的發展（參見因果关系）。
弗兰西斯·培根在其著作《新工具论》中反对四因说，并称其“显然与人的本性有关，而不是与宇宙的本性有关；并且从这开始，哲学被一种奇怪的方式玷污了。”

## 儒家對四因說的解釋
中國新儒家哲學家牟宗三提出，《中庸》記載到「誠者，物之終始，不誠無物」。牟宗三認為，從成物之始來看，就是亞氏的「動力因」；從成物之終來看，就是亞氏的「目的因」。一物之完成，就含有了「形式因」；而終始扣在「物」之上，則為「質料因」。由此，誠體就是貫穿終始過程，從而解釋了亞里士多德的四因說。

## 文獻
1. ↑  .   [2016-05-12]. （原始内容存档于2014-12-28）.
2. ↑  .   [2016-05-11]. （原始内容存档于2015-11-08）.
3. ↑  .   [2016-05-11]. （原始内容存档于2016-05-27）.
4. ↑  .   [2016-05-12]. （原始内容存档于2016-08-11）.
5. ↑  Cause and Explanation in Ancient Greek Thought （页面存档备份，存于）, by R. J. Hankinson
6. ↑  培根, 弗兰西斯. . 商务印书馆. 1984. ISBN 978-7-100-02383-2 （中文）.
7. ↑  孔伋. . . 互聯網: 中國哲學書電子化計劃.   [2020-12-14]. （原始内容存档于2020-08-06） （中文（繁體））. 誠者物之終始，不誠無物
8. ↑  牟宗三. . . 臺灣: 鵝湖. 1997-05-01. ISBN 9785554000218 （中文（繁體））.